# Rule, Britannia!
Rule, Britannia! (v překladu do češtiny Vládni, Británie!) je britská vlastenecká píseň, úzce spjatá s britským námořnictvem i s britskou armádou. Svůj původ má ve stejnojmenné básni Jamese Thomsona, zhudebněné Thomasem Arnem v roce 1740.
Píseň byla původně součástí masky (divadelní hry) Alfréd o Alfrédu Velikém. Tato maska byla poprvé hrána 1. srpna 1740 v Clivedenu, venkovské rezidenci Frederika Ludvíka, prince z Walesu, k oslavě výročí nástupu jeho otce Jiřího II. na britský trůn a třetích narozenin jeho dcery, princezny Augusty. Píseň se záhy stala velice populární a začala žít svým vlastním životem, odděleně od masky, jejíž byla součástí.

## Původní text písně z masky Alfréd
When Britain first, at Heaven's command

Arose from out the azure main;

This was the charter of the land,

And guardian angels sung this strain:

"Rule, Britannia! rule the waves:

"Britons never will be slaves."

The nations, not so blest as thee,

Must, in their turns, to tyrants fall;

While thou shalt flourish great and free,

The dread and envy of them all.

"Rule, Britannia! rule the waves:

"Britons never will be slaves."

Still more majestic shalt thou rise,

More dreadful, from each foreign stroke;

As the loud blast that tears the skies,

Serves but to root thy native oak.

"Rule, Britannia! rule the waves:

"Britons never will be slaves."

Thee haughty tyrants ne'er shall tame:

All their attempts to bend thee down,

Will but arouse thy generous flame;

But work their woe, and thy renown.

"Rule, Britannia! rule the waves:

"Britons never will be slaves."

To thee belongs the rural reign;

Thy cities shall with commerce shine:

All thine shall be the subject main,

And every shore it circles thine.

"Rule, Britannia! rule the waves:

"Britons never will be slaves."

The Muses, still with freedom found,

Shall to thy happy coast repair;

Blest Isle! With matchless beauty crown'd,

And manly hearts to guard the fair.

"Rule, Britannia! rule the waves:

"Britons never will be slaves."

## Skutečně zpívaný text
Skutečně zpívaný text se liší od původního textu. Více se opakuje a první verš a refrén zní:
When Britain first at Heav'n's command

Arose from out the azure main

Arose, arose from out the azure main

This was the charter, the charter of the land

And guardian angels sang this strain

| Rule, Britannia! Britannia, rule the waves! Britons never, never,¹ never will be slaves! Rule, Britannia! Britannia, rule the waves! Britons never, never,¹ never will be slaves! | Vládni, Británie! Británie, vládni vlnám! Britové nikdy, nikdy,¹ nikdy nebudou otroky! Vládni, Británie! Británie, vládni vlnám! Britové nikdy, nikdy,¹ nikdy nebudou otroky! |

¹ Někdy zpíváno jako pouze jedno "never" ve stejné tónině.